# Wilhelm Wloch
Wilhelm Wloch (* 3. Februar 1897 in Berlin; † 21. Oktober 1939) war ein deutscher Kommunist, der Opfer der Stalinschen Säuberungen wurde.

## Leben
Wloch wurde am 13. Februar 1897 in Berlin geboren, als Sohn eines Metallarbeiters. Er machte eine Graveurlehre, anschließend wurde er Metallarbeiter. 1911 wurde er Mitglied der Arbeiterjugend, 1915 der SPD. Nach einem Fronteinsatz 1916 arbeitete er als Metallarbeiter in der Rüstungsindustrie. 1917 trat Wloch zur USPD über. Nach der Beteiligung am Januarstreik 1917 wurde er wieder eingezogen und kam an die deutsch-russische Front. 1918 war er aktiv im Soldatenrat, 1919 Teilnehmer an den Januarkämpfen in Berlin. 1920 wurde er Mitglied der KPD und deren Bezirksverordneter in Berlin-Treptow.
Ab Mitte der zwanziger Jahre war Wloch offiziell in der sowjetischen Handelsvertretung beschäftigt, während er in Wirklichkeit für den Geheimdienst der Komintern arbeitete. Nach Einsätzen in China ging er 1935 in die Sowjetunion. Am 27. Juli 1937 wurde er vom NKWD verhaftet, am 4. April 1939 zu 20 Jahren Lager verurteilt. Nach sowjetischen Angaben soll er beim Transport in ein anderes Gulag am 21. Oktober 1939 an Herzversagen gestorben sein. Wlochs Familie wurde daraufhin nach Deutschland abgeschoben. Seine Witwe Erna stand unter Gestapoaufsicht, der Sohn Lothar Wloch wurde zur Wehrmacht eingezogen. Die Tochter Margot kam in ein Umerziehungslager, nach dem Krieg heiratete sie Kurt Julius Goldstein.
Wlochs jüngerer Bruder Karl Wloch wurde in der DDR ein hochrangiger Funktionär.